# خوسدا-خاردسکی
خوسدا-خاردسکی (به لاتین: Khoseda-Khardsky) یک شهرک در روسیه است که در استان آرخانگلسک واقع شده‌است.